# Ihrisko ŠK Bratislava
Ihrisko ŠK Bratislava – nieistniejący już stadion sportowy w Bratysławie, stolicy Słowacji. W przeszłości swoje spotkania rozgrywali na nim piłkarze klubu Slovan Bratysława, dwa razy na obiekcie zagrała również piłkarska reprezentacja Słowacji.
Do 1938 roku piłkarze klubu Slovan Bratysława (wówczas pod nazwą 1. ČsŠK Bratysława, od 1939 roku jako ŠK Bratysława) swoje spotkania rozgrywali na stadionie w Petržalce, jednak po układzie monachijskim i włączeniu Petržalki w granice III Rzeszy klub ten przeniósł się na nowy obiekt, przed II wojną światową służący celom ćwiczebnym organizacji Sokół. W rok po przeprowadzce ŠK Bratysława rozpoczął nieopodal budowę nowego stadionu Tehelné pole, który oficjalnie otwarto 26 września 1940 roku, choć nie był on wówczas jeszcze w pełni ukończony (prace zakończono we wrześniu 1942 roku). Przed oddaniem Tehelnégo pola do użytku na starym stadionie ŠK Bratysława dwa spotkania towarzyskie rozegrała reprezentacja Słowacji, 27 sierpnia 1939 roku z Niemcami (2:0; był to pierwszy w historii mecz reprezentacji Słowacji) i 15 września 1940 ponownie z Niemcami (0:1). W sezonie 1939/1940, drugim sezonie piłkarskich Mistrzostw Słowacji, zespół ŠK Bratysława zdobył swój pierwszy tytuł mistrza kraju. W 1940 roku w tym miejscu rozpoczęto budowę kortów obecnego Narodowego Centrum Tenisowego (w 1941 roku otwarto pierwsze cztery korty, rok później dalsze trzy i budynek klubu tenisowego).